# Hafen Lüderitz
Der Hafen Lüderitz (englisch Port of Lüderitz), historisch auch Roberthafen (englisch Robert Harbour), ist der Hafen der namibischen Küstenstadt Lüderitz. Er wird wie der Hafen Walvis Bay von der Namibian Port Authority (Namport) betrieben und ist einer von nur zwei im Land.

## Lage und Anbindung
Der Hafen von Lüderitz liegt im Süden Namibias inmitten der Wüste Namib am Rande des Diamantensperrgebietes. Er ist durch die Nationalstraße B4 und die Lüderitzbahn (seit 2015) mit der zentral gelegenen Stadt Keetmanshoop verbunden.

## Entwicklung und wirtschaftliche Bedeutung

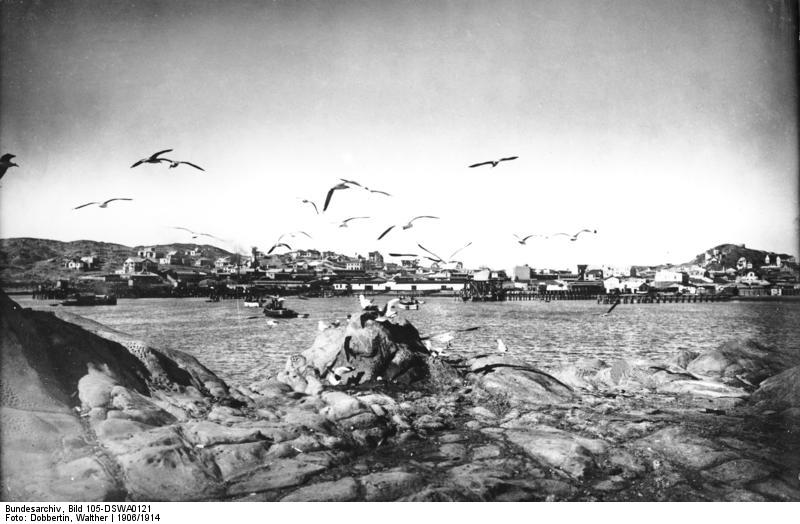
Hafen um 1914

Ursprünglich ein Fischereihafen entwickelte sich der Hafen seit Mitte der 1990er Jahre zu einem Umschlagplatz vor allem für die Mineralien der umliegenden und südafrikanischer Bergwerke im Nordkap sowie den Export von Früchten, darunter insbesondere Tafeltrauben. Der Hafen liegt in einer relativ seichten Bucht mit Felsuntergrund. Dies ermöglichte lange Zeit nur eine direkte Abwicklung von kleineren Schiffen bis maximal sechs Meter Tiefgang.
Im Jahr 2000 wurde ein neuer 500 Meter langer Kai eingeweiht. An diesem neuen Kai können nun am äußeren Ende Schiffe mit bis zu 8,75 m Tiefgang festmachen. Im Geschäftsjahr 2005/06 hat Namport mehr als 2,5 Millionen Namibia-Dollar in den Ausbau des Hafens investiert.
Am 10. September 2010 teilte der Hafenbetreiber NamPort mit, dass der Hafen zum zweiten Großhafen des Landes ausgebaut werden soll, da der Hafen Walvis Bay seine Kapazitätsgrenzen erreicht hat. Im Februar 2018 wurde der Bau eines neuen Hafens unter anderem aus Umweltschutzgründen in Frage gestellt.
Der weitere Ausbau des Hafens wurde Mitte 2025 angekündigt und soll in zwei Phasen stattfinden. Dabei wird der Erhalt der historischen Stätten auf Shark Island zugesichert.

### Statistiken
| Jahr    | Schiffe | Fracht (Tonnen) | TEU     |
| ------- | ------- | --------------- | ------- |
| 2008/09 | 1115    | 345.829         | 15.401  |
| 2009/10 | 918 ▼   | 347.81 ▲        | 8.576 ▼ |
| 2010/11 | 1021 ▲  | 340.330 ▼       | 8.576 ▬ |
| 2011/12 | 940 ▼   | 311.920 ▼       | 2.724 ▼ |
| 2012/13 | 823 ▼   | 372.068 ▲       | 2.992 ▲ |
| 2013/14 | 724 ▼   | 604.486 ▲       | 2.194 ▼ |
| 2014/15 | 774 ▲   | 398.419 ▼       | 2.316 ▲ |
| 2015/16 | 369 ▼   | 240.500 ▼       | 1.714 ▼ |
| 2016/17 | 734 ▲   | 388.198 ▲       | 2.920 ▲ |
| 2017/18 | 736 ▲   | 477.293 ▲       | 6.320 ▲ |
| 2018/19 | 718 ▼   | 362.495 ▲       | 5.355 ▼ |
| 2019/20 | 754 ▲   | 601.687 ▲       | 5.685 ▲ |
| 2020/21 | 554 ▼   | 886.978 ▲       | 1.773 ▲ |
| 2021/22 | 726 ▲   | 1.064.174 ▲     | 1.733 ▼ |
| 2022/23 | 737 ▲   | 1.024.035 ▼     | 515 ▼   |
| 2023/24 | 967 ▲   | 1.210.773 ▲     | 319 ▼   |

Quellen: Namport

## Galerie

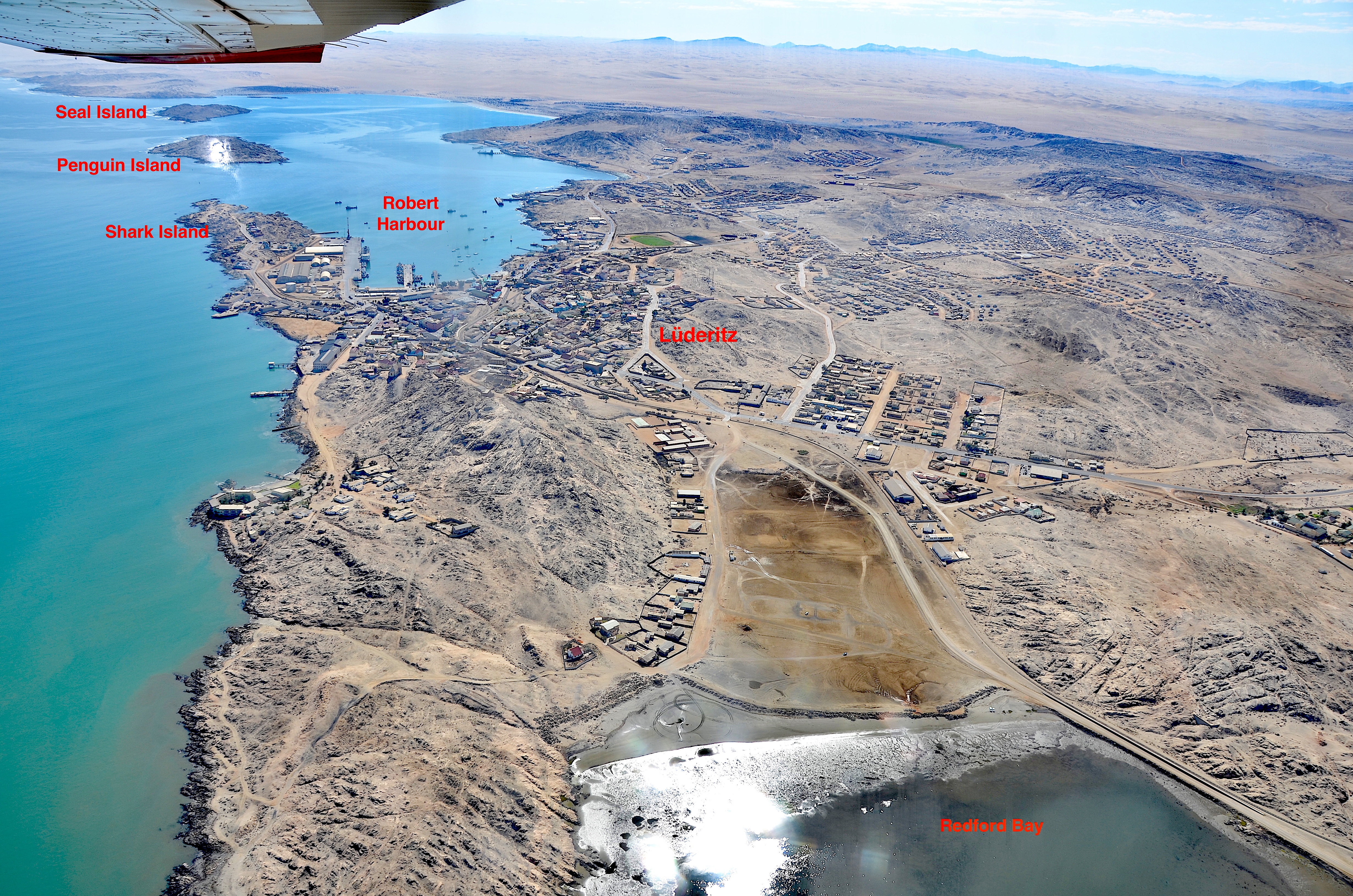
Hafen oben links
Hafen (2018)
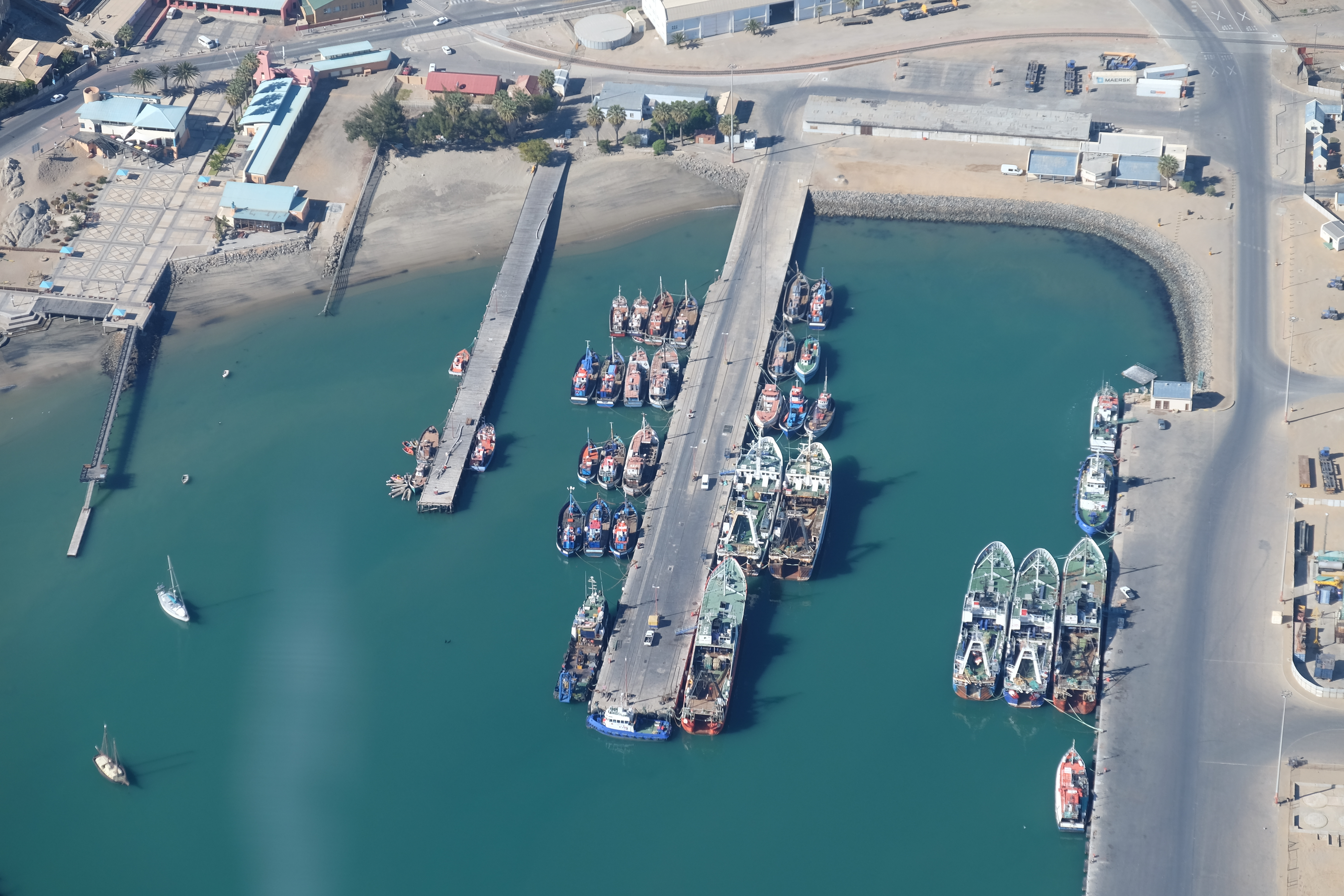
Hafen Lüderitz Luftaufnahme (2016)